# Vetigastropoda
Vetigastropoda là một phân lớp lớn của một số loài ốc biển.
Theo phân loại Động vật chân bụng (Bouchet & Rocroi, 2005), Vetigastropoda là một nhánh chính trong lớp Gastropoda.

## Phân bố
Vetigastropoda phân bố khắp các đại dương trên thế giới, bao gồm các vùng nhiệt đới, ôn đới và dưới băng cực.

## Phân loại

### Các siêu họ
Các siêu họ trong Vetigastropoda bao gồm:
- Không được ấn định trong một siêu họ trong Vetigastropoda có ba họ: họ Ataphridae, họ Pendromidae và họSchizogoniidae.
- Siêu họ Amberleyoidea
- Siêu họ Angarioidea (được tạo ra như một siêu họ mới bởi Williams et al. (2008).[2])
- Siêu họ Eotomarioidea
- Siêu họ Fissurelloidea Flemming, 1822 - keyhole limpets
- Siêu họ Haliotoidea Rafinesque, 1815 - abalones[3]
- Siêu họ Lepetelloidea
- Siêu họ Lepetodriloidea McLean, 1988 - hydrothermal vent limpets
- Siêu họ Murchisonioidea
- Siêu họ Neomphaloidea
- Siêu họ Pleurotomarioidea Swainson, 1840 - slit snails
- Siêu họ Porcellioidea
- Siêu họ Scissurelloidea
- Siêu họ Seguenzioidea Verrill, 1884
- Siêu họ Trochoidea Rafinesque, 1815 - top snails
- Siêu họ Turbinoidea - turban snails

## Hình ảnh

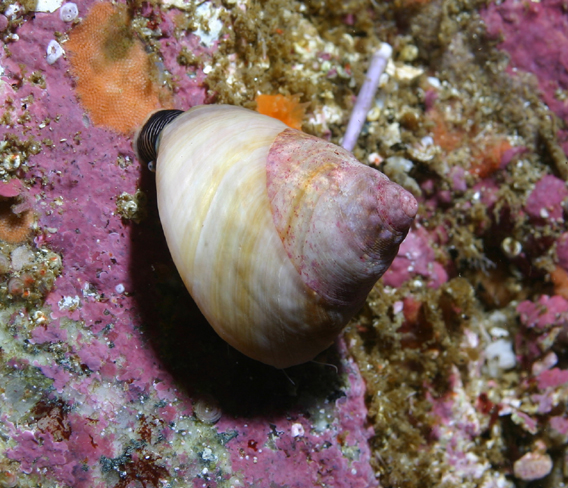
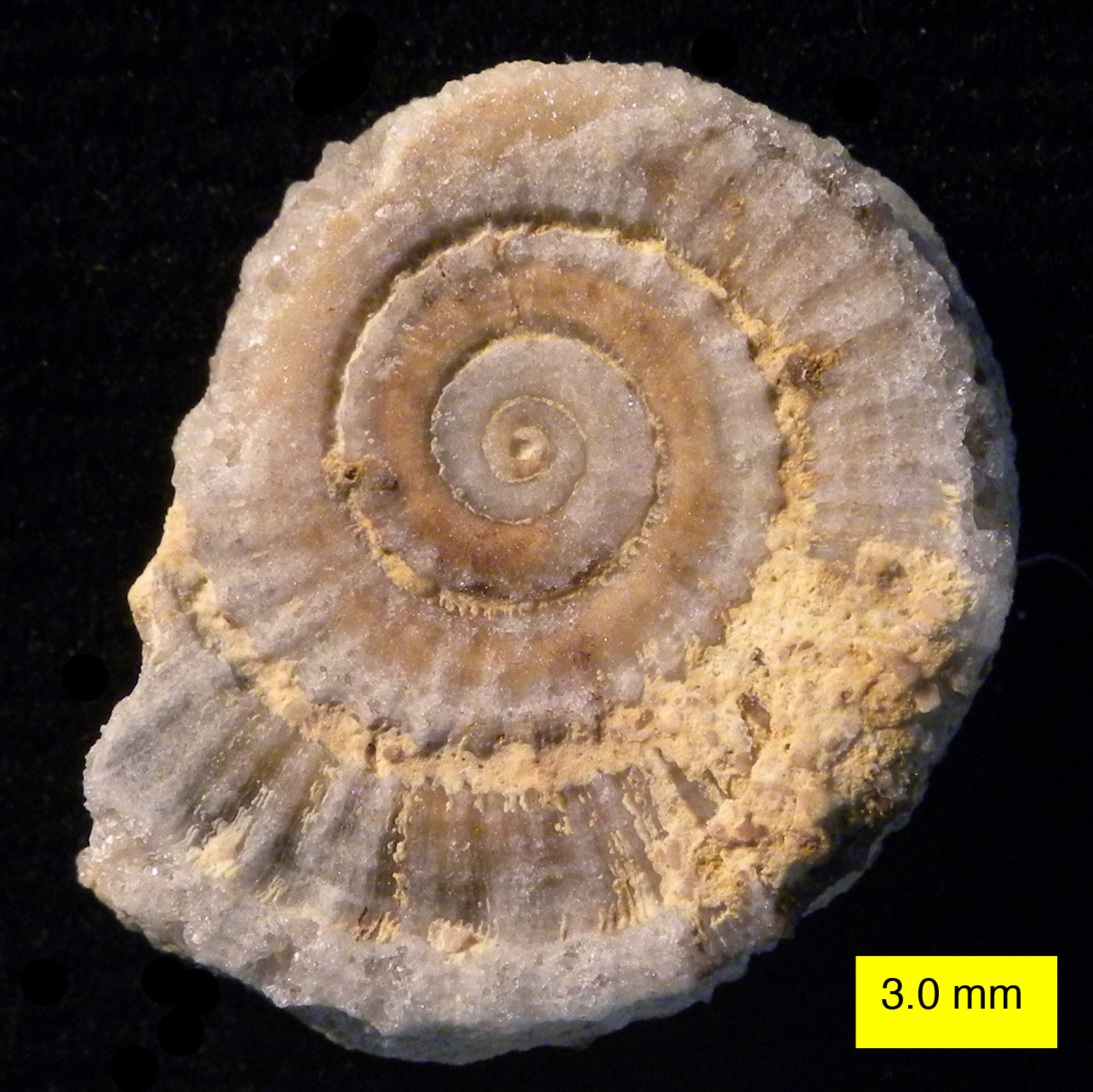